# Burg Förste
Die Burg Förste ist eine abgegangene Turmhügelburg (Motte) aus dem 13. Jahrhundert an der Bundesstraße 6 im Ortsteil Groß Förste der Gemeinde Giesen in Niedersachsen.

## Beschreibung

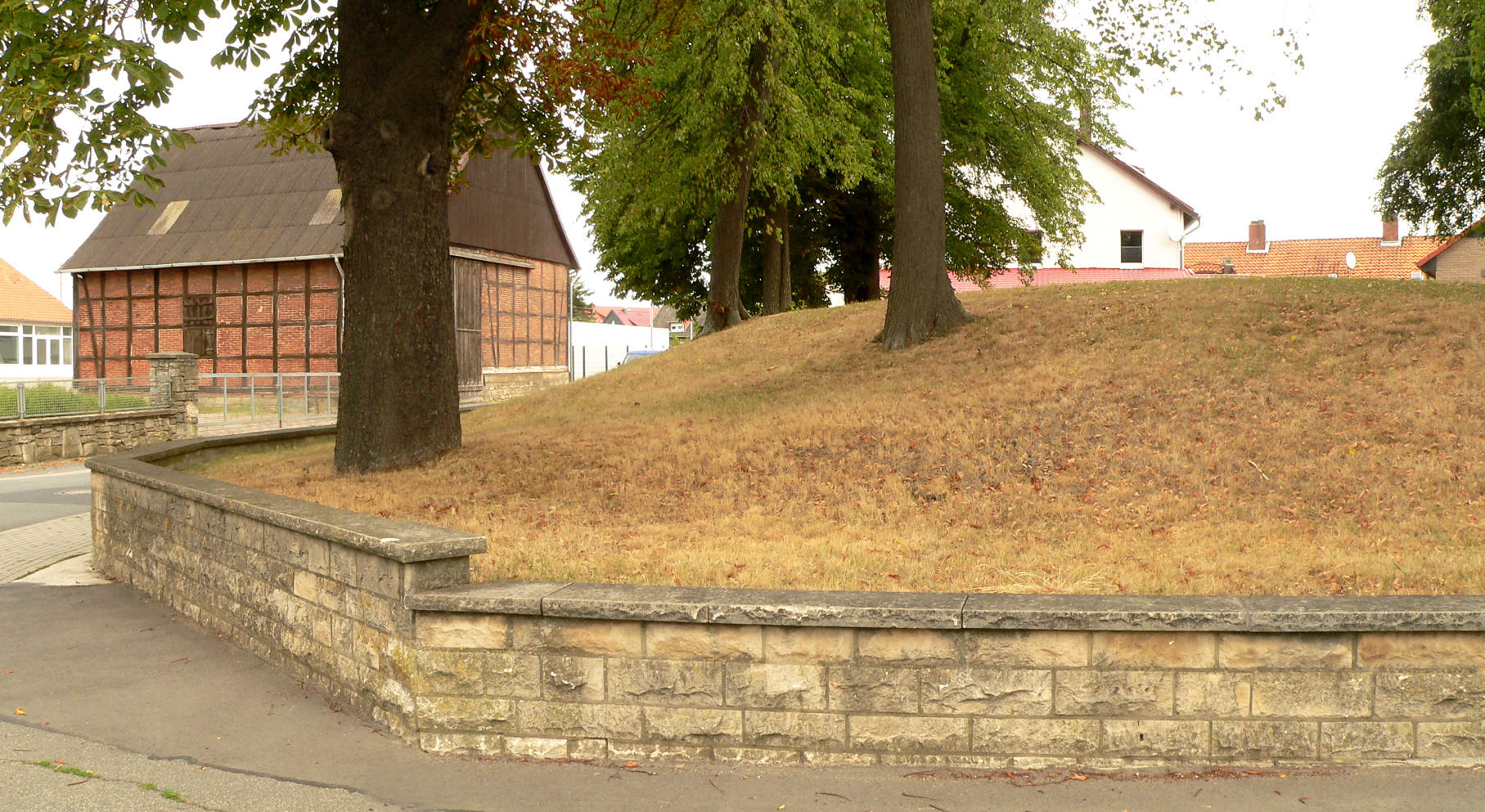
Mauereinfassung des Burghügels

Der Burghügel hat einen Durchmesser von etwa 20 Metern und eine Höhe von rund drei Metern. Das Burgplateau misst ca. 12–13 Meter.
An zwei Seiten ist der Hügel von einer kleinen Mauer eingefasst.

## Geschichte
Der Hildesheimer Bischof Konrad II. stellte an seinem Sitz in Förste 1231, 1240 und 1241 Urkunden aus. Daraus wird geschlossen, dass es ein bischöfliches Festes Haus auf dem heute noch vorhandenen Burghügel gab.